# Il Crotonese
il Crotonese è una testata giornalistica d'informazione della provincia di Crotone.

## Storia
Nato il 5 dicembre 1980 come settimanale, si è affermato nell'allora circondario crotonese e nella provincia, successivamente costituita, come bisettimanale d'informazione in edicola il martedì e il venerdì. A partire dal 2010, quando il giornale ha compiuto 30 anni, si è trasformato in trisettimanale, con edizioni ogni martedì, giovedì e sabato, ritornando ad essere bisettimanale dal 1º maggio 2018, con le storiche edizioni del martedì e venerdì.
Tra le firme del giornale figurano quelle dello scrittore ed ex deputato Franco Laratta, la scrittrice Chiara Palazzolo, l'ex senatrice Margherita Corrado e il professor Rocco Turi dell'Università di Cassino.

## Direttori
- Domenico Napolitano (5 dicembre 1980 - 3 maggio 2012)
- Domenico Policastrese (3 maggio 2012 - 30 aprile 2018)
- Giuseppe Pipita (1º maggio 2018 - in carica)

## Distribuzione
Il giornale viene distribuito in tutta la provincia e in altri punti d'Italia:
- Bologna
  - Edicola Del Comunale di Marco Selleri - Via Zamboni, 24
- Reggio Emilia
  - Edicola Notturna - Piazza Duca d'Aosta
- Parma
  - Martire Michelangelo - Via Emilia Est, 31
- Lonate Pozzolo (VA)
  - 24 Self Video - Viale Ticino (angolo via Fiume)
- Viadana (MN)
  - Bottoli Anna, Circonvallazione Fosse
- Brescello (RE)
  - Russotto Mirko - Viale Giglioli, 6
- Gualtieri (RE)
  - Odini Simona - Via Giardino, 69
- Reggiolo (RE)
  - Marinelli Allegro - Piazza Martiri
- Rende (CS)
  - Edicola Bruno Emilia, C.da S. Gennaro, 53
  - Edicola Del Giudice Sara, Fabbricato Ponte Unical
  - Edicola Puntillo Romildo, Via Saverino, 60
  - Edicola Spizzirri Giuseppe, Via Marconi, 77
  - Edicola Massimo Lenti (Arcavacata) Via Savinio

## Struttura
- Primo Piano
- Cronaca
- Dibattito
- Spettacolo
- Provincia:
  - Isola e Cutro
  - Area Silana
  - Alto Marchesato
  - Cirotano
  - Valle del Neto
- Attualità
- Sport
- Lettere e commenti